# Д’Аршамбо, Иван
Иван д’Аршамбо (фр. Iwan d'Archambeau; 28 сентября 1879 года, Эрв — 29 декабря 1955 года, Вильфранш-сюр-Мер) — бельгийский виолончелист.
Сын композитора и органиста Жана Мишеля д’Аршамбо; начальное музыкальное образование получил под руководством отца и в детские годы играл в квартете вместе с ним и двумя братьями. Затем учился в Вервье у Альфреда Массо, в Брюссельской консерватории у Эдуарда Якобса и во франкфуртской  Консерватории Хоха у Хуго Беккера.
В 1902 году по приглашению Альфреда Пошона вошёл в состав Квартета Флонзале и выступал в этом составе на протяжении всей истории коллектива, вплоть до 1929 года. Затем в 1935—1939 гг. выступал в Квартете Страдивариуса, также созданном по инициативе Пошона.
С 1939 г. д’Аршамбо преподавал в Кембриджском университете. В 1943 году вместе с Эрвином Бодки стоял у истоков университетского ансамбля старинной музыки Cambridge Collegium Musicum. В 1950 году вышел на пенсию и вернулся в Бельгию.